# AmGod
amGod ist ein deutsches Dark-Electro-/Crossover-Projekt, das im Dezember 1993 von Dominik van Reich nach der Trennung der Musikformation yelworC in München gegründet wurde. Die Texte sind sowohl deutsch- als auch englischsprachig. Der heutige Sound von amGod ist geprägt von Elektro-Sounds und harten Gitarrenriffs.

## Hintergrund
Der Name hat seine Herkunft aus dem Wort Dogma und versinnbildlicht das 1. Gebot (jeder beliebigen Religion) im umgekehrten Sinne (dogma I = I am god = Ich bin Gott). amGod ist dem Narzissmus von der Bedeutung her sehr ähnlich. Es bezieht sich nicht nur auf den Künstler selbst, sondern auf den Egoismus im Sinne des Monotheismus jedes einzelnen Individuums.
1994 erschien das Debüt Half Rotten and Decayed auf dem Label Celtic Circle Productions, begleitet von mehreren Compilation-Beiträgen. Ein Video zu einem Auftritt am 25. Juni 1994 auf dem fünften „Night of Darkness“-Festival in Krefeld erschien im selben Jahr auf VHS. Das zweite Album Crime! wurde 1999 veröffentlicht und war ursprünglich nur als Download verfügbar. Alle drei Werke wurden 2004 in der 4-CD-Box Half Rotten and Decayed (inklusive einer Audio-CD des „Night of Darkness“-Konzerts) mit einigen Bonus-Tracks wiederveröffentlicht.
Nach längerer Abstinenz und über einem Jahr Studioarbeit ist im November 2010 das dritte Album Dreamcatcher veröffentlicht worden, welches sich mit den Abgründen der Menschheit und dem Verfall der heutigen Gesellschaft auseinandersetzt.
Für das Jahr 2014 ist ein weiteres neues Album und eine EP im digitalen Format angekündigt.

## Diskografie

### Alben
- 2010: Dreamcatcher (2CD/3CD) - Bei der zusätzlich erhältlichen limitierten Edition ist noch eine 3. CD mit Remixen diverser Bands und Künstlern enthalten.
- 2004: Half Rotten And Decayed-Box (3CD + DVD-Box)
  - CD1: »Half Rotten And Decayed« (Re-Release)
  - CD2: »Crime!« (Re-Release plus Bonus)
  - CD3: »Live!« (Mitschnitt von der 5. Night of Darkness, am 25. Juni 1994 plus Bonus)
  - DVD: »Live!« (Mitschnitt von der 5. Night of Darkness, am 25. Juni 1994)
- 2000: Crime! (MP3, als Download bei Virtual-Volume)
- 1994: Half Rotten And Decayed (CD)

### Compilations
- 2012: Assimilated (4.4U)
- 2012: Assimilated (Endzeit Bunker Tracks Act 6)
- 2011: Hospitalism [Jactatio Corporis - video edit] (Matrix Downloaded 001)
- 2011: Fight! [Breakdown Mix] (Face the Beat Vol. 1)
- 2011: Wrong (Tribute to Depeche Mode Vol.II)
- 2010: Fight! [Breakdown Mix] (Sounds from the Matrix 11)
- 2010: Nightmare (Sonic Seducer 12/2010 Ausgabe)
- 2010: Stigmata [Traumatic Brain Injury Mix] (Electronic Body Matrix Vol. 1)
- 2010: Pain & Desire [Voyeuristic Grab] (Advanced Electronics Vol. 8)
- 2010: On the Hunt [Short Mix] (Zillo 11/2010 Ausgabe)
- 2010: Like a Prayer [Insanity Mix] (Sanity is Slavery)
- 2010: Deathrider (Old School Electrology Vol.1)
- 2010: On the Hunt [Short Mix] (Endzeit Bunker Tracks Act 5)
- 2009: On the Hunt [Short Mix] (Sounds from the Matrix 10)
- 2009: Fight! (Help Can’t Wait)
- 1996: Silence Besides the Sun (Celtic Circle 4)
- 1995: Silence Besides the Sun (Life Is Too Short for Boring Music 6)
- 1995: Gismo [doGma 3 Remix] (Electronic Youth 3)
- 1995: Overlove (Moonraker 2)
- 1995: Data-Control [Remix] (Dion Fortune 4)
- 1995: Revolution [Orig. Mix] (Celtic Circle 3)
- 1994: Fire v.2 (Body Rapture 3)
- 1994: In the Orbit of a Comet (Celtic Circle 2)

### Remixe
- 2014: You belong to Me [Drained Tears RmX] für La Magra
- 2014: Rape [World Wide Sell Out Remixxx] für Robotiko Rejekto
- 2013: Perish [amGod Remixxx] für The Eternal Afflict
- 2013: First Aid [Final Robot Rescue Repair Kit Mix] für Circuitry Man
- 2013: Darkness für CygnosiC
- 2012: Feel me Twice [Obscure Fear RmX] für Sleetgrout
- 2012: An den Todesengel [Dream Injection Mix] für Schwarzblut
- 2012: Self fulfilling Prophecy [From Heaven to Hell RMX] für [De:ad:cibel]
- 2012: Chaotische Maschinenwelt [Dark Passion RMX] für Psycho Machinery
- 2011: Question [TB waved Mix] für Acylum
- 2011: Thermite [slumbering x-plosive mix] für vProjekt
- 2011: So Long [Never Surrender Mix] für Krystal System
- 2011: Valley of the Shadow [Dark Illusion Grab] für Siva Six
- 2011: Jiddish is a Zwillink [amGod Instrumental Remixxx] für :WUMPSCUT:
- 2011: Monster [Deep Graveyard Remixxx] für Malakwa
- 2011: Research [amGod Remixxx] für Amnistia
- 2010: Harshlizer [amGod Remixxx] für Alien Vampires
- 2010: Blacklist [amGod's Deathlist Scatter Mix] für Experiment Haywire
- 2010: Your God Has Left You Tonight für Leæther Strip
- 2010: Stille für Kant Kino
- 2010: Morphine Desire [Analgetic TB-Mix] für Object

### Assists
- 2011: Parasthesie (Vocals für Aiboforcen)
- 2010: Sterne (Vocal Duett mit Legacy of Music)